# Rondeletia panamensis
Rondeletia panamensis är en måreväxtart som beskrevs av Dc.. Rondeletia panamensis ingår i släktet Rondeletia och familjen måreväxter. Inga underarter finns listade i Catalogue of Life.